# Snowboard-Weltmeisterschaften 2005
Die 6. FIS Snowboard-Weltmeisterschaften fanden vom 15. bis 23. Januar 2005 in Whistler Mountain (Kanada) statt.

## Männer

### Snowboardcross
Von 66 Teilnehmern qualifizierten sich 32 für die vier Achtelfinale, 16 von ihnen für die Viertelfinale und acht für die beiden Halbfinale. Die jeweils beiden schlechteren erreichten das Small Final um Bronze, die anderen vier das Finale und liefen um Gold.
| Platz | Land        | Sportler        |
| ----- | ----------- | --------------- |
| 1     | USA         | Seth Wescott    |
| 2     | Kanada      | François Boivin |
| 3     | USA         | Jayson Hale     |
| 4     | Deutschland | Michael Layer   |

| Marco Huser (5.)          |
| Dieter Krassnig (9.)      |
| Lukas Grüner (13.)        |
| Guillaume Nantermod (14.) |

| Alexander Maier (22.) |
| Ueli Kestenholz (24.) |
| Mario Fuchs (27.)     |
| David Speiser (38.)   |

### Parallel-Riesenslalom
Zum Riesenslalom traten 64 Sportler an. Davon qualifizierten sich 16 für das Achtelfinale. Die jeweils beiden Laufbesten erreichten die nächste Runde, so dass acht im Viertelfinale und vier im Halbfinale standen. Die Halbfinalgewinner kämpften um Gold, die Verlierer um die Bronzemedaille.
| Platz | Land       | Sportler           |
| ----- | ---------- | ------------------ |
| 1     | Kanada     | Jasey-Jay Anderson |
| 2     | Schweiz    | Urs Eiselin        |
| 3     | Frankreich | Nicolas Huet       |
| 4     | USA        | Adam N. Smith      |

| Andreas Prommegger (5.) |
| Siegfried Grabner (6.)  |
| Roland Haldi (7.)       |
| Heinz Inniger (11.)     |
| Stefan Kaltschütz (12.) |

| Gerhard Unterkofler (19.) |
| Patrick Bussler (25.)     |
| Philipp Schoch (27.)      |
| Markus Ebner (29.)        |
| Harald Walder (DNF)       |

### Parallelslalom
Am Parallelslalom nahmen 61 Snowboarder teil. Von ihnen qualifizierten sich 16 für die Achtelfinale. Die Sieger der acht Vergleiche kamen ins Viertelfinale. Die vier besten erreichten das Halbfinale. Die dort unterlegenen liefen im Small Final um die Bronzemedaille, die beiden Gewinner im Finale um Gold.
| Platz | Land       | Sportler           |
| ----- | ---------- | ------------------ |
| 1     | Kanada     | Jasey-Jay Anderson |
| 2     | Frankreich | Nicolas Huet       |
| 3     | Österreich | Siegfried Grabner  |
| 4     | Österreich | Simon Schoch       |

| Harald Walder (6.)      |
| Dieter Krassnig (7.)    |
| Andreas Prommegger (9.) |
| Roland Haldi (11.)      |
| Markus Ebner (14.)      |

| Gerhard Unterkofler (17.) |
| Urs Eiselin (26.)         |
| Dominik Fiegl (31.)       |
| Patrick Bussler (34.)     |

### Big Air
Am Big-Air-Wettbewerb nahmen 37 Snowboarder teil. Von ihnen erreichten nach zwei Läufen elf die Finalrunde. In diesem dritten Lauf wurden die Medaillen vergeben.
| Platz | Land      | Sportler          |
| ----- | --------- | ----------------- |
| 1     | Finnland  | Antti Autti       |
| 2     | Slowenien | Matevž Petek      |
| 3     | Schweden  | Andreas Jakobsson |

| Florian Mausser (11.)   |
| Vinzenz Lüps (15.)      |
| Alessandro Boyens (16.) |
| Renato Späni (17.)      |

| Markus Keller (18.)   |
| Hubert Fill (21.)     |
| Sergio Berger (28.)   |
| Gianluca Buvoli (30.) |

### Halfpipe
Von den 55 Startern erreichten 12 die Finalrunde. In dieser wurden die Medaillen vergeben.
| Platz | Land     | Sportler         |
| ----- | -------- | ---------------- |
| 1     | Finnland | Antti Autti      |
| 2     | Kanada   | Justin Lamoureux |
| 3     | Norwegen | Kim Christiansen |

| Jan Michaelis (4.)      |
| Christophe Schmidt (5.) |
| Markus Keller (6.)      |
| Sergio Berger (7.)      |

| Xaver Hoffmann (21.)  |
| Renato Späni (27.)    |
| Rolf Feldmann (32.)   |
| Gianluca Buvoli (43.) |

## Frauen

### Snowboardcross
Von 41 Teilnehmerinnen qualifizierten sich 16 für die beiden Viertelfinale, acht davon für die beiden Halbfinale. Die jeweils beiden besten erreichten das Finale, die anderen das Small Final.
| Platz | Land       | Sportlerin         |
| ----- | ---------- | ------------------ |
| 1     | USA        | Lindsey Jacobellis |
| 2     | Frankreich | Karine Ruby        |
| 3     | Kanada     | Maëlle Ricker      |
| 4     | Kanada     | Dominique Maltais  |

| Yvonne Müller (7.)         |
| Doresia Krings (9.)        |
| Vroni Brandt (12.)         |
| Kathrin Kellenberger (13.) |

| Mellie Francon (16.)  |
| Olivia Nobs (17.)     |
| Manuela Riegler (19.) |
| Susanne Moll (20.)    |

### Parallel-Riesenslalom
Am PGS nahmen 50 Snowboarderinnen teil. Von ihnen erreichten nach zwei Läufen 16 die Achtelfinalläufe, deren acht Siegerinnen ins Viertelfinale kamen. Die Sieger der Viertelfinale starteten im Halbfinalläufe um den Einzug ins Finale. Die Verlierer der Halbfinale liefen im Small Final um Bronze, die Gewinner kämpften anschließend um die Goldmedaille.
| Platz | Land       | Sportlerin              |
| ----- | ---------- | ----------------------- |
| 1     | Österreich | Manuela Riegler         |
| 2     | Russland   | Swetlana Boldykowa      |
| 3     | Österreich | Doresia Krings          |
| 4     | Russland   | Jekaterina Tudegeschewa |

| Daniela Meuli (5.) |
| Ursula Bruhin (7.) |
| Fränzi Kohli (12.) |
| Amelie Kober (25.) |

| Doris Günther (27.)   |
| Marion Kreiner (29.)  |
| Isabella Laböck (38.) |

### Parallelslalom
Von 56 teilnehmenden Snowboarderinnen erreichten 16 die Finalrunde. In Achtel- und Viertelfinalen schieden die in ihren Läufen Unterlegenen aus. Die Verliererinnen liefen im Small Final um Bronze, die anderen beiden kämpften im Finale um die Goldmedaille.
| Platz | Land               | Sportlerin     |
| ----- | ------------------ | -------------- |
| 1     | Schweiz            | Daniela Meuli  |
| 2     | Österreich         | Heidi Neururer |
| 3     | Österreich         | Doresia Krings |
| 4     | Vereinigte Staaten | Rosey Fletcher |

| Ursula Bruhin (8.)    |
| Claudia Riegler (15.) |
| Amelie Kober (17.)    |
| Marion Kreiner (18.)  |

| Fränzi Kohli (20.)    |
| Isabella Laböck (35.) |

### Halfpipe
Von den 31 Starterinnen erreichten acht die Finalrunde, in der die Medaillen vergeben wurden.
| Platz | Land       | Sportlerin    |
| ----- | ---------- | ------------- |
| 1     | Frankreich | Doriane Vidal |
| 2     | Schweiz    | Manuela Pesko |
| 3     | USA        | Hannah Teter  |

| Datum: 22. Januar 2005, Länge: 150 m, Neigung: 16°, Breite/Höhe: 18,5 m / 5,3 m |
| Andrea Schuler (6.)                                                             |
| Mirjam Marbach (12.)                                                            |
| Silvia Mittermüller (26.)                                                       |

## Medaillenspiegel
| Platz  | Land       |   |   |   |    |
| ------ | ---------- | - | - | - | -- |
| 1      | Kanada     | 2 | 2 | 1 | 5  |
| 2      | USA        | 2 | 0 | 2 | 4  |
| 3      | Finnland   | 2 | 0 | 0 | 2  |
| 4      | Frankreich | 1 | 2 | 1 | 4  |
| 5      | Schweiz    | 1 | 2 | 0 | 3  |
| 6      | Österreich | 1 | 1 | 3 | 5  |
| 7      | Slowenien  | 0 | 1 | 0 | 1  |
| 7      | Russland   | 0 | 1 | 0 | 1  |
| 9      | Norwegen   | 0 | 0 | 1 | 1  |
| 9      | Schweden   | 0 | 0 | 1 | 1  |
| Gesamt | Gesamt     | 9 | 9 | 9 | 27 |